# Затовканюк Микола
Затовканюк Микола (нар. 21 вересня 1919, с. Полонка, тепер Луцького району Волинської області — 17 вересня 2001, Прага, Чехія)  — чеський мовознавець, славіст, україніст, русист, доктор філософії з 1952, кандидат філологічних наук з 1966.

## Біографія
Навчався 1939–1940 на заочному відділі Луцького педагогічного інституту, пізніше — у Тбіліському університеті.
В 1947 переїхав до Чехії, навчався у Карловому універерситеті (Прага), а з 1948 викладав у ньому.

## Наукова діяльність
Працював у галузі порівняльного і типологічного вивчення слов'янських мов:
- «Безособовий предикатив і споріднені форми, зокрема в російській мові» (1965, чес. мовою),
- «Проблеми порівняння української, чеської і російської мов» (1966),
- «Словозміна іменників у східнослов'янських мовах» (1975, рос. мовою).

Досліджував також питання лексикології і лексикографії, діалектології, міжмовних контактів, мовної інтерференції, психолінгвістики, лінгводидактики.
Автор підручників з української та російської мов для шкіл.